# Lisardo Novillo Saravia (hijo)
Lisardo Novillo Saravia (Córdoba, Argentina, 1911-1996) fue un abogado y jurista argentino.

## Biografía
Hijo de Lisardo Novillo Saravia. Fue abogado, doctor en Derecho y ciencias sociales, Juez de Cámara, docente y miembro de número de la Academia Nacional de Derecho de Córdoba. Egresó a los 22 años de la Facultad de Derecho y Ciencias Sociales de la Universidad Nacional de Córdoba (UNC), obteniendo el título de doctor en mérito de su tesis La Punibilidad del Comunismo (1937) en la cual analiza la doctrina y la práctica de esa corriente política y expresa su pensamiento crítico.
Durante la dictadura de Aramburu, entre 1955 y 1957, fue acreditado como Embajador ante el Reino de Bélgica y Ministro Plenipotenciario ante el Gran Ducado de Luxemburgo. Entre 1961 y 1963 se desempeñó como Presidente del Consejo Provincial de Educación. Fue miembro de Comisión de Tercer Congreso Nacional de Derecho Civil.
En 1977 durante el Proceso de Reorganización Nacional es designado por Jorge Rafael Videla como Juez de Cámara de Apelaciones en lo Civil y Comercial de la Ciudad de Córdoba hasta 1989

En 1984 es designado Miembro de Número de la Academia de Derecho de Córdoba, donde llegó a ocupar la secretaría de dicha institución.
Escribió numerosas obras jurídicas, siendo una de ellas La organización constitucional de la Educación en la que aborda los problemas de la educación pública y su regulación constitucional. En ella manifestaba que «el régimen constitucional de la educación representa una sabia, armoniosa y feliz combinación de la garantía acordada a la libertada de enseñar y aprender con la responsabilidad impuesta tanto al Estado Nacional como Provincial de propender al desarrollo de la educación. [...] El sistema constitucional de la instrucción pública se asienta en tres principios: libertad de enseñanza, descentralización y acentuada intervención estatal. El juego armónico de ellos permite hacer de la enseñanza una gran empresa nacional en la que participan los poderes públicos y la sociedad. Aquellos representados por el gobierno federal, provincial y municipal y esta por las asociaciones civiles y religiosas y los particulares.»[cita requerida]

## Obras
- La causa. El error sobre la causa. (1939)
- Vicios de los Actos Jurídicos. Simulación. Fraude. Generalidades. (1940)
- El Silencio en la Formación de los Actos Jurídicos. (1941)
- La Rerum Novarum (1941)
- Responsabilidad de los padres por los actos ilícitos de sus hijos menores de edad. (1943)
- Las Formas en el Derecho Civil Argentino. (1951)
- El concepto y la función de la causa de las obligaciones en la jurisprudencia “Revué Internationale de Droit Comparé. (1952)
- Accesión moral. (1968)ISSN: 03250547
- Homenaje a Henoch Aguiar. (1968)
- La irretroactividad de la ley y el Cuarto Congreso de Derecho Civil 1969. (JA Doctrina 1970-572) Archivado el 6 de octubre de 2014 en Wayback Machine.
- Concepto y función de la causa de las obligaciones en la jurisprudencia nacional. (1970)
- Reflexiones sobre educación y moral. (1970)
- Procreación asistida (1970)
- Las reformas en el derecho civil argentino (1970)
- Doctor Dalmacio Vélez Sarsfield (1970)
- Vida Humana y Persona (1970)
- Concepto y función de la causa de las obligaciones en la jurisprudencia nacional (1970)
- Organización Constitucional de la Educación. (1971)ISSN: 03250547
- Implicancias Jurídicas del alcoholismo. (1980)
- Abuso del Derecho (IV Jornadas de la Magistratura. (1980)
- Vida Humana y Persona en Estudios en Homenaje al Dr. José Antonio Buteler Cáceres. (1990)
- Procreación Asistida. (1991) UNC Caja 7-6 347.15:340.61 A 33928
- Reflexiones sobre educación y Moral en Estudios en honor al Dr. Pedro J Frías. (1994)
- La responsabilidad civil por el dependiente. LA LEY, 97-901
- Las formas en el derecho civil argentino. Imprenta de la Universidad, Córdoba, págs. 603/652.
- “Vida humana y persona”, en Derecho civil y comercial. Editorial Advocatus,Córdoba, (1990)
- El derecho y los problemas contemporáneos: libro del cincuentenario por Academia Nacional de Derecho y Ciencias Sociales de Córdoba CR 34 D 58067

## Otras publicaciones
- Moisset de Espanés, Luis (1972). LA IRRETROACTIVIDAD DE LA LEY Y EL EFECTO DIFERIDO Págs. 10-12. Córdoba: Doctrina 1972, p. 817.
- Moisset de Espanés, Luis (1972). LA IRRETROACTIVIDAD DE LA LEY Y EL EFECTO INMEDIATO Pág. 2 nota 5. Córdoba: J.A., 1972, p. 814. Archivado el 15 de noviembre de 2014 en Wayback Machine.
- Moisset de Espanés, Luis (1974). LA REGULACIÓN PROCESAL DE LA INHABILITACIÓN Pág. 8. Córdoba: Revista de Estudios Procesales NE 22 - diciembre de 1974, editada por el Centro de Estudios Procesales de Rosario.  Archivado el 15 de noviembre de 2014 en Wayback Machine.
- Moisset de Espanés, Luis. LA MORA Y EL DERECHO TRANSITORIO Pág. 4. Córdoba: Publicación Academia Nacional de Derecho. (enlace roto disponible en Internet Archive; véase el historial, la primera versión y la última).

- Datos: Q5976966